# 3D Warehouse
3D Warehouse (anciennement Google 3D warehouse), est une base de données de modèles 3D en accès libre pour le téléchargement où les utilisateurs de Trimble SketchUp peuvent également déposer leurs modèles. Les modèles y sont classés par catégories. Les modèles d'architecture peuvent servir à compléter les vues 3D de Google Earth.

## Histoire
Le lancement du site 3D Warehouse est faite le 24 avril 2006, à l'origine intitulé « Google 3D Warehouse » (trad. : Banque d'images 3D Google).

### SketchUp

Ancien logo.

Depuis avril 2006, les modélisateurs ont accès à une vaste archive de modèles sur 3D. Elle est desservie à la fois par le service Web autonome et intégrée comme fonction au logiciel Trimble SketchUp. Les modèles peuvent être utilisés pour des projets allant de la conception industrielle à l'architecture de la maison personnelle et à l'impression 3D. Les modèles SketchUp peuvent être téléchargés en tant que projets autonomes ou importés directement dans un fichier de travail existant.

### Google Earth
Durant le temps où le logiciel SketchUp fut la propriété de Google, les utilisateurs pouvaient sélectionner une option lorsqu'ils téléchargeaient leurs modèles géolocalisés afin de les identifier comme étant « Google Earth Ready » (trad. : prêt pour Google Earth).
Une fois présenté, sous quelques semaines, le modèle était examiné par un panel de plusieurs employés de Google, qui vérifiaient les « qualifications » du modèle selon certains critères d'acceptation pour inclusion comme bâtiment 3D pour Google Earth. Si le modèle était adopté, il était alors ajouté à la « couche d'images 3D », et devenait bientôt visible dans Google Earth.